# Balanophyllia merguiensis
Balanophyllia merguiensis är en korallart som beskrevs av Duncan 1889. Balanophyllia merguiensis ingår i släktet Balanophyllia och familjen Dendrophylliidae. Inga underarter finns listade i Catalogue of Life.